# 青岗岭回族彝族乡
青岗岭回族彝族乡是中华人民共和国云南省昭通市昭阳区下辖的一个民族乡。

## 行政区划
青岗岭回族彝族乡下辖以下村级行政区划单位：
青岗岭村、白沙村、新桥村、乐德古村、大营村、沈家沟村和金瓜村。